# Spinibeyrichia
Spinibeyrichia is een geslacht van uitgestorven kreeftachtigen uit de klasse van de Ostracoda (mosselkreeftjes).

## Soorten
- Spinibeyrichia piriformis Zenkova, 1970 †
- Spinibeyrichia prima Zenkova, 1970 †